# Nathan Breedlove
Nathan Breedlove (* 17. Juni 1956 in Tacoma) ist ein amerikanischer Jazzmusiker (Trompete, Komposition).

## Leben und Wirken
Breedlove, der in Memphis aufwuchs, erhielt zunächst im Alter von zehn Jahren klassischen Klavierunterricht und Unterweisung in Harmonielehre bei Elmira L. Cole (die auch die Lehrerin von Booker T. Jones war). Mit elf Jahren begann er, Trompete zu spielen und entwickelte sich in der Highschool zum Trompetensolisten des Norseman Jazz Ensemble, mit dem er den Wettbewerb des Mobile National High School Jazz Festival gewann. Im Sommer 1973 bereiste er drei Wochen lang Rumänien und besuchte Paris. Anschließend studierte er mit einem Stipendium an der University of Memphis, wo ihn James Williams, Donald Brown und Mulgrew Miller betreuten.
Nach Ableistung des Wehrdiensts war Breedlove Mitglied der Funkband Onyx und spielte außerdem in Seattle mit Buddy Catlett, Floyd Standifer, Jabbo Ward, Quentin „Sonny“ Booker und Julian Priester. Danach zog er nach Los Angeles, wo er mit Bobby Watson, John Hicks, Jimmy Cleveland, Curtis Lundy und Kenny Washington auftrat. Außerdem gründete er mit Hadley Caliman ein Quintett, das von 1986 bis 1990 bestand, seine Aufnahmen aber nicht veröffentlichen konnte.
Nach entsprechenden Hinweisen von Art Blakey, Bobby Hutcherson und Lester Bowie zog Breedlove 1989 nach New York City, wo er Carter Jefferson, Junior Cook, Weldon Irvine, Clark Gayton und Josh Roseman kennenlernte. Nach Auftritten mit Evelyn Blakey und deren Musical Messengers sowie mit der Mickey Bass Big Band ging er mit Denis Charles und Jemeel Moondoc auf eine Europatournee, die zu dem Album Captain of the Deep (Eremite Records) führte. Anschließend nahm er das Album Goodfellas (Evidence/King Records) mit Vincent Herring, Stephen Scott, Essiet Essiet und Yoichi Kobayashi auf und tourte einen Monat lang durch Japan; gemeinsam mit Roy Hargrove entstand der Film Don’t Explain über Lee Morgan.
In den 1990er Jahren holte ihn Lionel Hampton in sein Orchester; er trat zudem mit Wynton Marsalis, George Coleman, Kirk Lightsey, Gerry Mulligan, Herbie Mann, Lester Bowie und Monty Alexander auf. Daneben wurde er Mitglied von The Skatalites, bei denen er nach fünf Jahren zum musikalischen Leiter aufstieg. Mit der Band nahm er sechs Alben auf (davon Hi-Bop Ska und Greetings from Skamania jeweils für einen Grammy nominiert), bevor er Ende 1998 ausschied.
Im Jahr 2000 gründete Breedlove ein eigenes Quintett mit Hadley Caliman, John Hicks, Curtis Lundy und Nasheet Waits. Er tourte in Europa mit dem Oktett und der Bigband von David Murray, aber auch mit Ricky Ford, Archie Shepp, Hamiet Bluiett, Rasul Siddik, Andrew Cyrille, James Spaulding und Joe Lee Wilson. Im Jahr 2001 unternahm er außerdem eine Tournee durch Afrika. Seitdem trat er vor allem mit Jemeel Moondoc auf, mit dem diverse Alben entstanden, bevor er sich 2005 nach Seattle zurückzog, um seine Schwiegermutter zu pflegen. Breedlove trat 2014 und 2016 beim Vision Festival in New York mit Jemeel Moondoc, Matthew Shipp, Hilliard Greene und Newman Taylor Baker auf. Von Seattle aus leitete er sein nu Trio mit Bassist Phil Sparks und Drummer Brian Kirk (Captain of the Light Brigade). Außerdem ist er Mitglied des Seattle Repertory Jazz Orchestra.